# Topol kanadský
Topol kanadský (Populus x canadensis) je statný opadavý strom z čeledi vrbovité (Salicaceae), rychle rostoucí, dosahující výšek až nad 30 m. Má kmen se širokou, vysokou a velmi otevřenou kuželovitou korunou.
Topol kanadský je kříženec vzniklý z domácího topolu černého (Populus nigra) a z různých amerických druhů, zejména topolu bavlníkového (Populus deltoides).
Tento druh roste silněji než původní rodičovské druhy, dobře se množí řízky.

## Popis
Kmen má 1–2 m v průměru. U vzrostlých nebo starších stromů až do výšky nad 10 m je takřka bez větví a teprve výše s několika málo řídkými, téměř vodorovně odstávajícími větvemi, které teprve v horní třetině koruny jsou vystoupavé nebo vzpřímené.
Letorosty má hranaté, lesklé a žlutavé. Pupeny jsou vejcovitě kuželovité, 1–2 cm dlouhé, hnědavé a lepkavé.
Borka je světle šedá s hlubokými vertikálními brázdami.
Listy jsou široce trojhranné, až 10 cm dlouhé a široké, s krátkou špičkou na konci, na líci leskle zelené. Při okraji jsou slabě zvlněné plochými, poněkud nestejně velkými zuby. Řapíky 3–5 cm dlouhé, jsou většinou zřetelně zploštělé.
Kvete v době od dubna do května. Je to dvoudomá rostlina s jednopohlavnými květy v jehnědách. Samčí jsou až 10 cm dlouhé, leskle červenavé, po odkvětu opadávají. Samičí značně tlusté a pevné, leskle zelenožluté, na oddělených rostlinách na začátku jara před rašením listů, opadávají teprve později.
Plodem je tobolka, vejcovitá, ca 5 mm dlouhá, otevírající se 2–4 chlopněmi.

## Ekologie
Světlomilná a teplomilná dřevina, nesnášející trvale zamokřené půdy. V hustých výsadbách trpí houbovými chorobami. Vyznačuje se neobyčejně rychlým růstem, porosty je možné těžit ve 20–40 letech. Hojně se vysazuje v ochranných lesních pásech, větrolamech, při zpevňování břehů, k zakrytí zemědělských budov a skládek. V sadovnictví je často vysazován ve stromořadích, v parcích většinou jako solitér. Mimo intravilán zřejmě nejčastěji vysazovaná dřevina, uplatňující se ve volné krajině jako výrazná dominanta.

## Význam
Lesnicky pěstovaná dřevina především v oblasti lužních lesů, která v posledních desetiletích vytlačuje domácí topol černý.
Často se vysazoval až do poloviny 20. století do intenzivních plantáží, aby byla získána surovina pro výrobu papíru a buničiny. Také zápalky byly vyráběny ve velkém množství ze dřeva těchto topolů.
Topoly byly v polovině 20. století považovány málem za samospasitelné (rychle rostou a produkují mnoho dřevní hmoty, mj. pro papírenský průmysl, ale hlavně na výrobu dřevotřísky), a tak se více než předtím dostaly do naší krajiny i další druhy topolů, zejména amerických, jako je právě topol kanadský (P. x canadensis) a některé tzv. balzámové topoly.

## Rozšíření
Pěstován je všude v Evropě v různých kultivarech jako strom silničních stromořadí nebo parkový, využíván i v ochranných kulturách. Místy se realizovala i lesnická výsadba pro těžbu dřeva, při poměrně krátkém dospívání, protože jde většinou o rychle rostoucí stromy. Vysazován je především na minerálně bohatých, čerstvě vlhkých půdách s vyšší hladinou podzemní vody, na neutrálních až bazických podkladech, v nižších a středních polohách, při vodách a v lužních lesích.

## Kultivary
Nejčastěji pěstované kultivary:

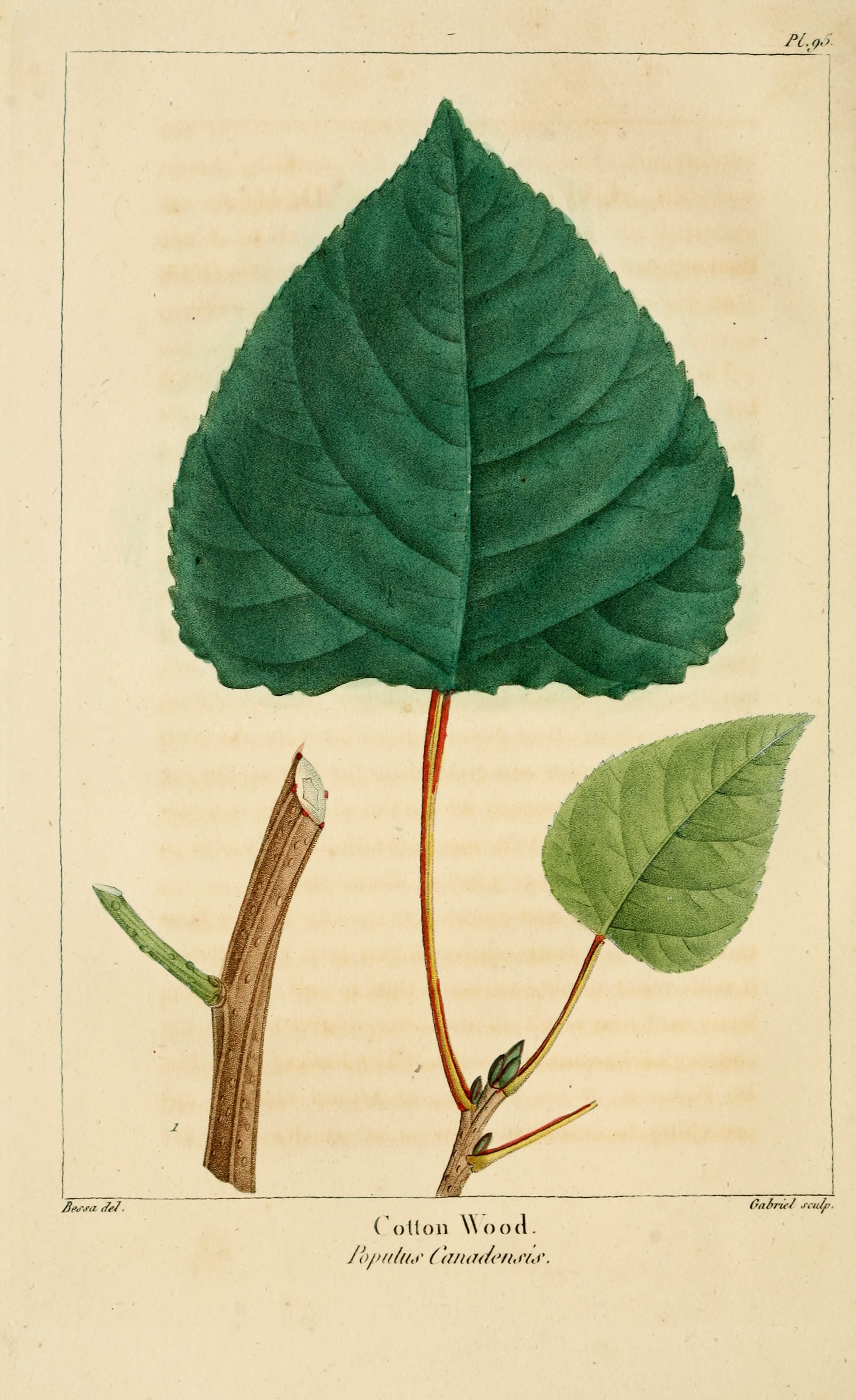

- Serotina: Mohutný strom s rovným kmenem a vějířovitou, ve stáří zploštělou korunou. Je nejstarším evropským kultivarem; pouze samčí stromy. Pozdě raší a má velmi kvalitní dřevo.
- Marylandica: Statný strom se šikmým pokřiveným kmenem, často tvoří dvojáky; v mládí roste pomalu. Samčí klon.
- Robusta: Kmen rovný, koruna široce kuželovitá, větve v přeslenech; v mládí roste velmi rychle. Samičí klon.
- Regenerata: Kmen silně sbíhavý, dole rozšířený, koruna široká. Velmi světlomilný, samičí klon.
- Brabantica: Kmen rovný, koruna hustá, spodní větve zůstávají dlouho zelené. Velmi kvalitní dřevo. Samčí klon.
- Grandis: Kmen rovný, koruna dosti štíhlá, s četnými tenkými větvemi uvnitř koruny. Samičí klon.
- Gerlica: Kmen s nápadně světlou borkou. Koruna dosti štíhlá řídká, větve v přeslenech. Pozdě raší a záhy opadává. Samčí klon.
- I – 214: Kmen často tvoří dvojáky. Koruna široká se silnými větvemi. Brzy raší a pozdě opadává. Jeden z nejproduktivnějších topolů. Samičí klon.
- Virginiana de Frignicourt: Kmen má v mládí zprohýbaný, ve stáří se křivost vyrovnává. Koruna nápadně rozložitá se silnými větvemi. Samičí klon.
- Virginiana de Nancy: podobá se cv. Robusta, je to však samičí klon.

## Podobné druhy
Podobnými druhy jsou například Populus nigra (topol černý) a Populus deltoides (topol bavlníkový). Populus nigra má listy na makroblastech asi 5–9 cm dlouhé, srdčité, trojúhelníkovité nebo kosníkovité a dlouze řapíkaté, okraj listu má jemně vroubkovaně pilovitý. Letorosty jsou oblé. Borka je zpočátku šedě bílá a později se mění v černou hluboce podélně rozpraskanou. Populus deltoides má řapík listů ze stran zploštělý a na něm žlázky. Čepel je naspodu uťatá, po okraji hustě trvale brvitá, letorosty výrazně hranaté.